# Pietrin
Pietrin (ros. Петрин) – osiedle typu wiejskiego w zachodniej Rosji, w sielsowiecie lebiażenskim rejonu kurskiego w obwodzie kurskim.

## Geografia
Miejscowość położona jest w dorzeczu Młodaciа (lewy dopływ Sejmu), 3 km od centrum administracyjnego sielsowietu (Czeriomuszki), 13 km na południowy wschód od Kurska, 5,5 km od trasy europejskiej E38 (Ukraina – Rosja – Kazachstan).
W osiedlu znajdują się ulice: Centralnaja, Riabinowaja i Sadowaja (110 posesji).
Klimat
Miejscowość, jak i cały rejon, znajduje się w strefie klimatu kontynentalnego z łagodnym ciepłym latem i równomiernie rozłożonymi opadami rocznymi (Dfb w klasyfikacji klimatów Köppena).

## Demografia
W 2010 r. osiedle zamieszkiwało 650 osób.